# Irina Scherbakowa

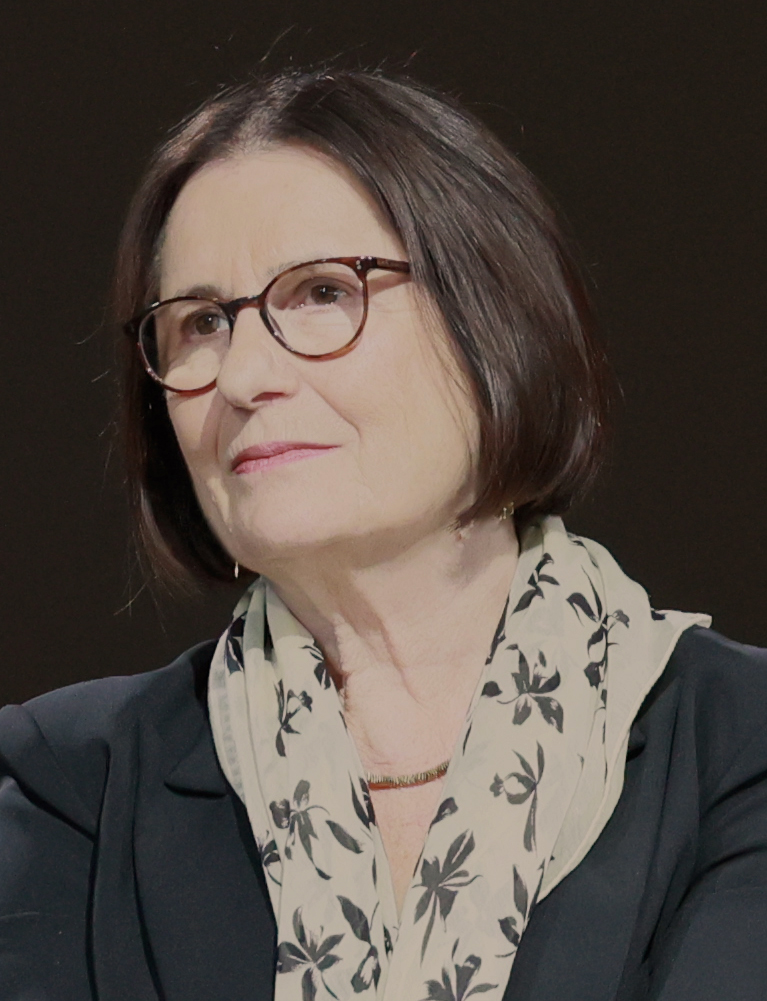
Irina Scherbakowa auf der Frankfurter Buchmesse 2023

Irina Lasarewna Scherbakowa (russisch Ирина Лазаревна Щербакова, Irina Lasarewna Schtscherbakowa, wiss. Transliteration Irina Lazarevna Ščerbakova; geboren 1949 in Moskau, Sowjetunion) ist eine russische Germanistin und Kulturwissenschaftlerin. Sie ist Gründungsmitglied der Menschenrechtsorganisation Memorial, die 2022 mit dem Friedensnobelpreis ausgezeichnet wurde. Seit 2022 lebt sie im Exil in Deutschland und setzt dort ihre Arbeit fort.

## Leben
Irina Scherbakowa wurde als Tochter jüdischer Eltern geboren. Einer ihrer beiden Großväter war engagierter Kommunist und Mitarbeiter der Komintern. Sie studierte Geschichte und Germanistik und wurde 1972 in Germanistik promoviert. In den folgenden Jahren arbeitete sie hauptsächlich als Übersetzerin deutscher Belletristik und als freie Journalistin. Darüber hinaus war sie als Redakteurin für die Literaturzeitschriften Sowjetliteratur und Literaturnaja gaseta und die Tageszeitung Nesawissimaja gaseta tätig.
Von 1996 bis 2006 war sie Dozentin am Zentrum für Erzählte Geschichte und visuelle Anthropologie der Russischen Staatlichen Universität für Geisteswissenschaften in Moskau (RGGU) (russisch Росси́йский государственный гуманитарный университет) („Afanassjew-Universität“). Scherbakowa ist Koordinatorin des russischen Geschichtswettbewerbs für Jugendliche, der von der Menschenrechtsgesellschaft Memorial seit 1999 jährlich ausgerichtet wird. Memorial wurde im Jahr 1987 gegründet, Scherbakowa zählte zu den Initiatoren der mittlerweile bedeutendsten Menschenrechtsorganisation in Russland und setzt sich seither für eine Auseinandersetzung mit den Verbrechen des Stalinismus in der ehemaligen Sowjetunion ein.
Scherbakowas Forschungsgebiete umfassen Oral History, Totalitarismus, Stalinismus, Gulag und sowjetische Speziallager auf deutschem Boden nach 1945, Fragen des kulturellen Gedächtnisses in Russland und der Erinnerungspolitik. Scherbakowa begann Ende der 1970er Jahre eine Sammlung von Tonbandinterviews mit Opfern des Stalinismus, seit 1991 forschte sie in den Archiven des KGB. Für ihren Film Alexander Men. Treibjagd auf das Sonnenlicht (WDR 1993) wurde sie 1994 mit dem Deutschen Katholischen Journalistenpreis ausgezeichnet.
Mit ihrem Arbeitsvorhaben „Menschliche Schicksale unter dem Totalitarismus – Rußland und Deutschland 1925–1955“ war Scherbakowa 1994/1995 als Fellow am Wissenschaftskolleg zu Berlin tätig. Das Thema ihres Kolloquiums im März 1995 lautete: „Gedächtnis und Dokument. Probleme mit den historischen Quellen in der Stalinismusforschung“. Seit 1999 gehört sie dem Kuratorium der Gedenkstätte Buchenwald in Weimar an. Sie ist Mitglied des Kuratoriums der Aktion Sühnezeichen Friedensdienste und Vorstandsmitglied der Marion-Dönhoff-Stiftung. Von 2007 bis 2015 war sie Mitglied des Internationalen Beirats der Stiftung Topographie des Terrors in Berlin. 2004 war sie zum Internationalen Literaturfestival Berlin eingeladen. Sie war auch Fellow am Institut für die Wissenschaften vom Menschen Wien, Gastprofessorin an der Universität Salzburg sowie am Jena Center Geschichte des 20. Jahrhunderts. Seit 2010 ist Scherbakowa Ehrenmitglied des Leibniz-Zentrums für Literatur- und Kulturforschung Berlin (ZfL), seit 2012 im Internationalen Wissenschaftlichen Beirat des Wiener Wiesenthal Instituts für Holocaust-Studien vertreten. In einem Interview im Juni 2013 erzählte Scherbakowa von ihren Großeltern und was ihre Mutter in ihrer Kindheit erlebt hat. Über sich sagte sie, sie sei aufgewachsen mit der Frage ihrer Großmutter: Was hat uns verschont?

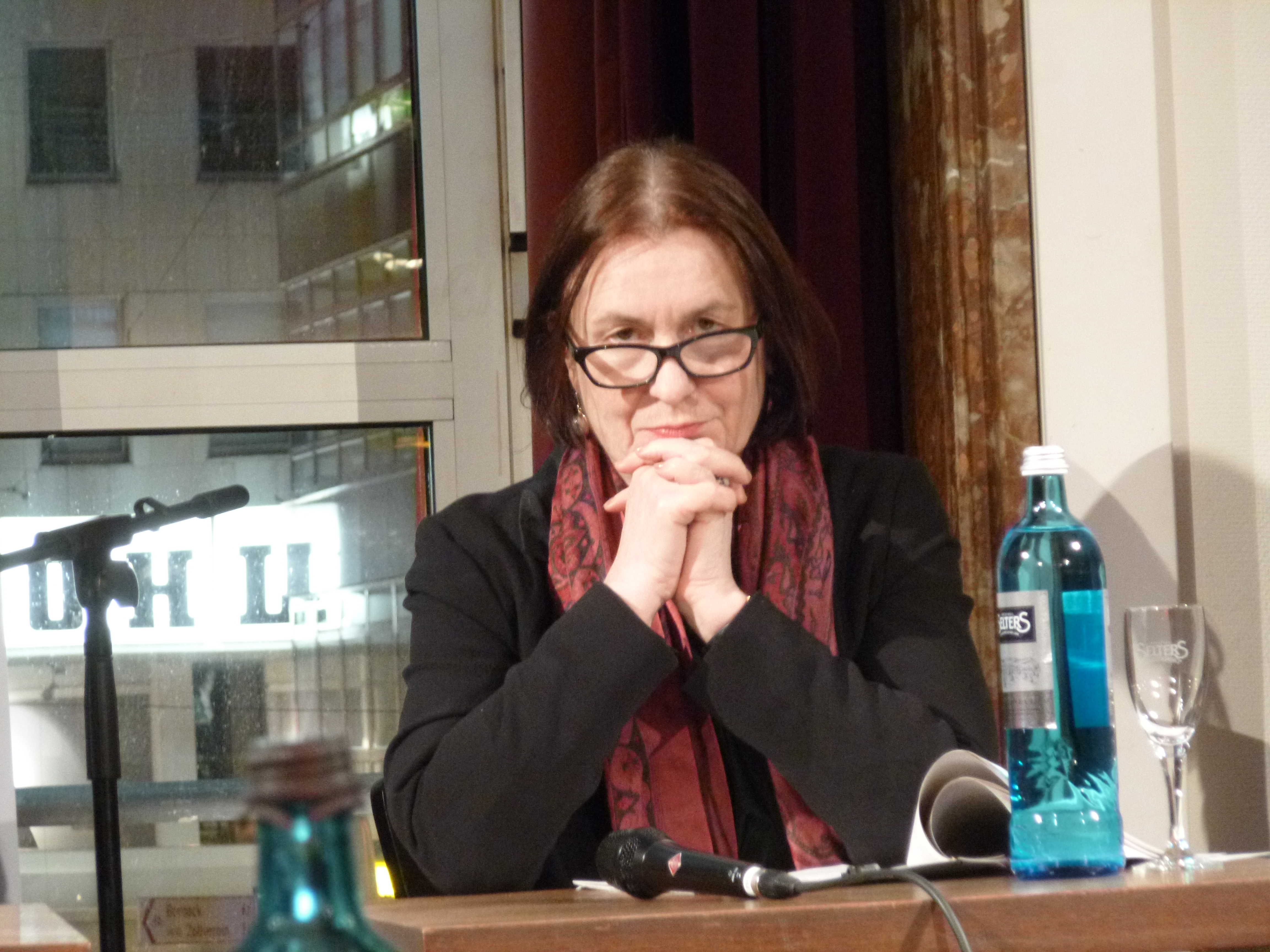
Irina Scherbakowa (2015)

Auf Einladung der Körber-Stiftung trafen sich Scherbakowa und der Osteuropahistoriker Karl Schlögel im Frühjahr 2015 zu einem langen Gespräch über die Geschichte Russlands. Das Gespräch wurde aufgezeichnet und später als Buch mit dem Titel Der Russland-Reflex veröffentlicht. Darin kritisiert Scherbakowa, dass es in Russland nach dem Zerfall der Sowjetunion keine Aufarbeitung der Vergangenheit gegeben hat und dass Russland seine Geschichte seit 2000 propagandistisch umschreibt. Zum Beispiel werde der Deutsch-Sowjetische Krieg – in Russland bezeichnet als „Großer Vaterländischer Krieg“ – als glorreicher Sieg verklärt, während die Schrecken des Krieges ausgeblendet würden. Die Sowjetzeit werde von jungen Russen sehr positiv gesehen und die Geschichte des sowjetischen Terrors verdrängt. Mit der Annexion der Krim durch Russland wurde für Scherbakowa klar, dass sich die aufklärerischen und demokratischen Kräfte nicht durchsetzen konnten.
„Es fühlte sich so an, als hätte die sehr lange Epoche der Aufklärung in Russland ein vorläufiges Ende gefunden. (…) Unsere Propaganda verhindert Aufklärung, das ist wirklich tragisch“.
Nach dem russischen Angriff auf die Ukraine hat Scherbakowa ihr Heimatland verlassen. In einem Zeitungsinterview beklagte Scherbakowa, kritische Stimmen zu Russland in Deutschland hätten zu wenig Gehör gefunden: „Wir haben immer wieder gesagt, wohin die Reise in Russland geht – auch wenn ich mir sicherlich diese Katastrophe nicht vorgestellt habe“, sagte Scherbakowa. Zugleich verurteilte sie die Regierungsnähe und kriegsbejahende Haltung der russisch-orthodoxen Kirche. Die Weltsicht des russischen Präsidenten Wladimir Putin bezeichnete Scherbakowa als „eine Giftmischung aus Nationalismus, Imperialismus, Ressentiments und Verachtung anderer Völker und Republiken, die sich aus der Sowjetunion befreit haben“. Noch von Moskau aus gab sie zwei Tage nach dem Überfall Putins auf die Ukraine der taz ein Interview. Darin sagte sie: "Die Behauptung, beim Krieg gegen die Ukraine ginge es um eine 'Entnazifizierung', ist eine dreiste Lüge." Putin habe das Verhalten des Westens nach der Annexion der Krim (2014) als schwach und käuflich interpretiert. Durch den Krieg wolle das russische Regime vor allem auch die Demokratisierung in den ehemaligen Sowjetrepubliken stoppen.
Am 7. März 2022 verließ Scherbakowa Russland und ging zunächst nach Israel; seit Juli 2022 lebt sie in Deutschland, wo sie ihre Arbeit mit Memorial im Exil fortsetzt. In Berlin gründete sie zusammen mit anderen Exilanten zur Weiterführung der Aufklärungsarbeit über den Stalinismus und den politischen Terror in der Sowjetunion die Organisation Zukunft Memorial, welche von deutschen Institutionen wie der Körber-Stiftung und dem Imre Kertész Kolleg in Jena unterstützt wird.
Scherbakowa besitzt ein Sommerhaus in der Ukraine nahe Poltawa, wo die Erinnerungen an den Holodomor und die deutsche Besatzung noch lebendig sind.
Am 20. Oktober 2024 hielt sie in der Frankfurter Paulskirche die Laudatio auf die Historikerin Anne Applebaum, die mit dem Friedenspreis des Deutschen Buchhandels ausgezeichnet wurde; die beiden kennen sich seit den frühen 2000er-Jahren, als Applebaum für ihr Buch über den Gulag bei Memorial recherchierte.

## Ehrungen
2005 wurde Scherbakowa mit dem Bundesverdienstkreuz am Bande ausgezeichnet. 2014 erhielt sie den Carl-von-Ossietzky-Preis für Zeitgeschichte und Politik, 2017 die vom Goethe-Institut vergebene Goethe-Medaille. 2022 wurde sie mit dem Marion Dönhoff Preis ausgezeichnet, die Laudatio hielt Bundeskanzler Olaf Scholz. Im Mai 2024 wurde ihr von der Stadt Neustadt an der Weinstraße der Hambacher Freiheitspreis 1832 verliehen. Sie ist Laudatorin bei dem Friedenspreis des Deutschen Buchhandels 2024.

## Schriften (Auswahl in deutscher Übersetzung)
- Nur ein Wunder konnte uns retten. Leben und Überleben unter Stalins Terror. Aus dem Russischen von Susanne Scholl. Campus Verlag, Frankfurt am Main 2000.
- (Hrsg.): Russlands Gedächtnis. Jugendliche entdecken vergessene Lebensgeschichten. Vorwort von Fritz Pleitgen. Edition Körber-Stiftung, Hamburg 2003.
- (Hrsg.): Unruhige Zeiten. Lebensgeschichten aus Russland und Deutschland. Vorwort von Wolfgang Büscher. Hamburg 2006.
- Zerrissene Erinnerung: der Umgang mit Stalinismus und Zweitem Weltkrieg im heutigen Russland. Göttingen 2010.
- mit Volkhard Knigge (Hrsg.) Gulag. Spuren und Zeugnisse 1929–1956. Wallstein, Göttingen, Weimar 2012, ISBN 978-3-8353-1050-6.
- Gefängnisse und Lager im sowjetischen Herrschaftssystem. In: Deutscher Bundestag (Hrsg.): Materialien der Enquete-Kommission „Überwindung der Folgen der SED-Diktatur im Prozeß der Deutschen Einheit“, Bd. VI: Gesamtdeutsche Formen der Erinnerung an die beiden deutschen Diktaturen und ihre Opfer. Formen der Erinnerung – Archive, Nomos-Verl.-Ges., Frankfurt am Main, Baden-Baden, 1999, S. 567–622.
- Unsere Sechziger. In: J. John, D. v. Laak, Joachim von Puttkamer (Hrsg.): Zeitgeschichten. Miniaturen in Lutz Niethammers Manier. Essen 2005, S. 226–237.
- Tschetscheniens Gedächtnis. In: Memorial, Heinrich-Böll-Stiftung (Hrsg.): Zu wissen, dass du noch lebst. Kinder aus Tschetschenien erzählen. Berlin 2006, S. 13–24.
- Erinnerung in der Defensive. Schüler in Russland über Gulag und Repression. In: Osteuropa. Das Lager schreiben. Band 57, Nr. 6, 2007, S. 409–420.
- Kontinuität oder Rückkehr? Bildzeugnisse des Stalinismus. In: H.-J. Czech (Hrsg.): Kunst und Propaganda im Streit der Nationen 1930–1945. Dresden 2007, S. 450–456.
- 1917–1937–2007. Das Erbe des Stalinismus. In: N. Schreiber (Hrsg.): Russland. Der Kaukasische Teufelskreis oder die lupenreine Demokratie. Klagenfurt 2008, S. 339–353.
- Der Russland-Reflex. Einsichten in eine Beziehungskrise. Edition Körber-Stiftung, Hamburg 2015, ISBN 978-3-89684-169-8.
- Die Hände meines Vaters. Eine russische Familiengeschichte. Droemer, München 2017, ISBN 978-3-426-27710-2.
- (Hg.): Ich glaube an unsere Kinder. Briefe von Vätern aus dem Gulag. Mit einem Geleitwort von Ljudmila Ulitzkaja. Vorwort Irina Scherbakowa. Matthes & Seitz, Berlin 2019, 222 Seiten. ISBN 978-3-95757-384-1. © 2015 by Memorial Human Rights Society, Moscow.
- Nachbemerkung. In: Wassilij Grossman: Die Hölle von Treblinka, Wien 2020 (= VWI-Studienreihe Band 5), ISBN 978-3-7003-2177-4, S. 57–69.